# 755

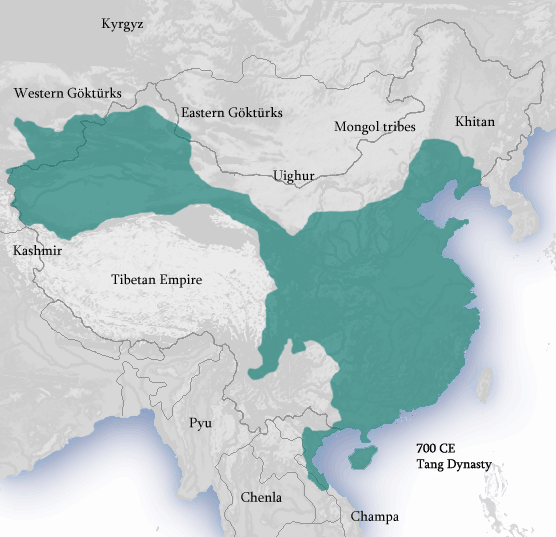
China tijdens de Tang-dynastie (8e eeuw)

Het jaar 755 is het 55e jaar in de 8e eeuw volgens de christelijke jaartelling.

## Gebeurtenissen

### Europa
- Koning Pepijn III valt na vergeefse onderhandelingen met de Longobarden het noorden van Italië binnen. Hij leidt een Frankisch expeditieleger over de Alpen en belegert Pavia. Koning Aistulf sluit een vredesverdrag en zweert zijn vijandelijkheden tegen Rome te beëindigen. Hij trekt de Longobarden terug naar de Povlakte.
- Pepijn III hervormt het muntstelsel in het Frankische Rijk. Sinds het einde van de 7e eeuw zijn er vrijwel geen munten meer geslagen en degene die gebruikt worden zijn van vreemde herkomst (zoals de Friese sceatta's). Pepijn geeft opdracht niet meer dan 22 solidi met zijn beeltenis te slaan uit een pond zilver.

### Arabische Rijk
- september - Prins Abd al-Rahman landt met een Arabische invasiemacht bij Almuñécar in Al-Andalus (huidige Spanje). Het land is verscheurd door een burgeroorlog tussen Berbers en Arabieren. Al-Rahman maakt van het machtsvacuüm gebruik en wordt tijdens de landing begroet door de plaatselijke stamhoofden.

### Azië
- december - An Lushan, Chinees rebellenleider, komt in opstand tegen de Tang-dynastie. Vanuit de streek rond Beijing marcheert hij met een leger (200.000 man) naar Luoyang. An verovert de hoofdstad en laat zich tot keizer kronen. Deze opstand geldt als een van de bloedigste oorlogen in de wereldgeschiedenis.
- Koning Tridé Tsungtsen van Tibet wordt vermoord bij een opstand van een aantal aristocratische families. Zijn minderjarige zoon Trisong Detsen volgt hem op.

## Geboren
- Wala van Corbie, Frankisch edelman (waarschijnlijke datum)

## Overleden
- 4 december - Karloman (42), hofmeier van het Frankische Rijk
- Tridé Tsungtsen (51), koning van Tibet